# Années 200
Les années 200 couvrent la période de 200 à 209.

## Événements

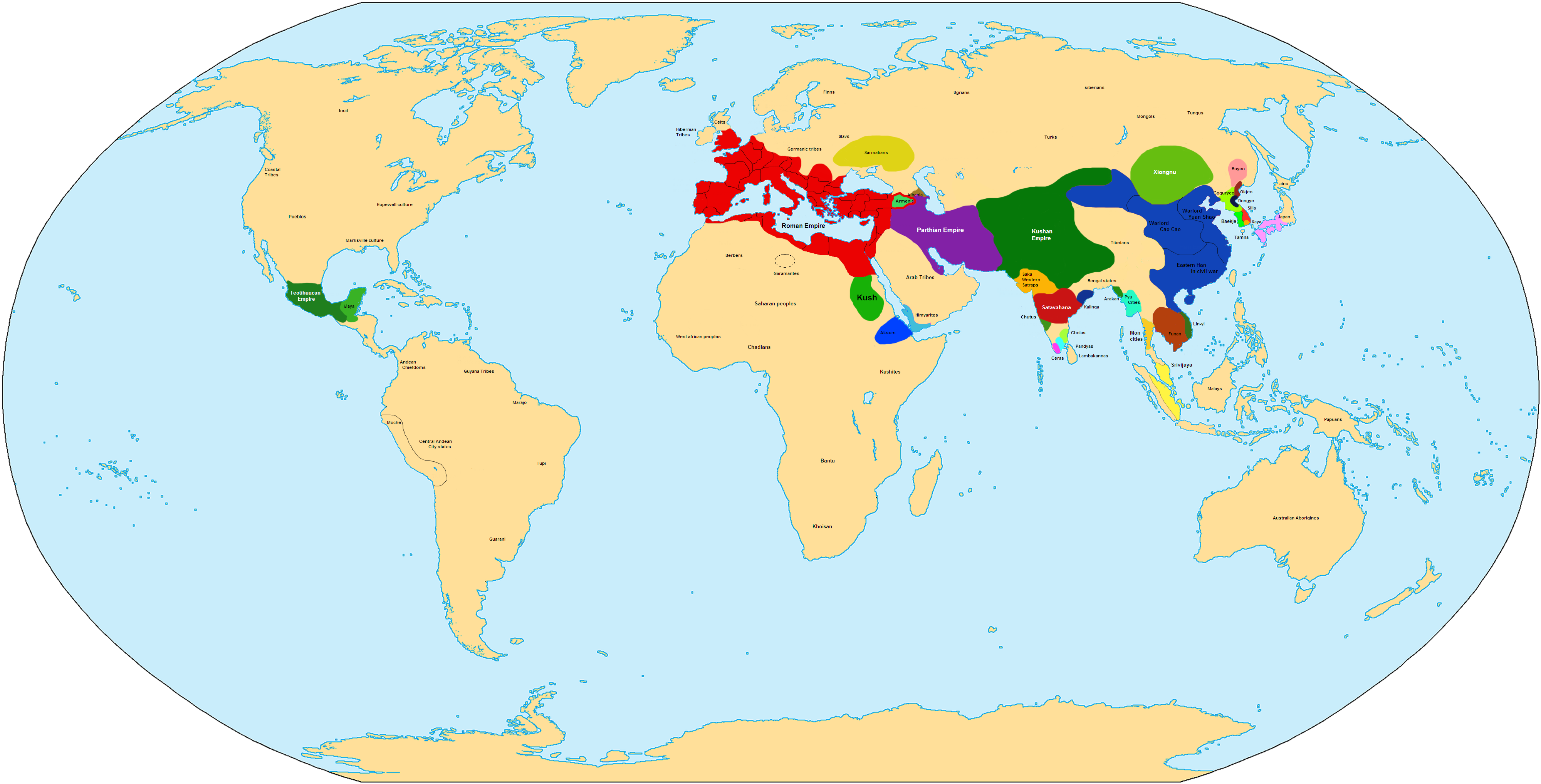
Le monde vers l'an 200

- Vers 200 : Gadarat, roi d’Aksoum (Éthiopie). Il s'allie au royaume de Saba[1].
- 200 : bataille de Guandu en Chine[2].
- 202-203 : persécutions des chrétiens sous Septime Sévère[3].
- 203-209 : règne en Inde de Vijaya, roi Satavahana des Andhra. L’empire Andhra se divise peu à peu en principautés indépendantes (203-227)[4].
- 205 : assassinat de Plautien[5].
- Avant 208 : la province de Numidie est détachée de l’Afrique proconsulaire et devient province impériale avec Lambèse comme capitale[6].
- 208 : bataille de la Falaise rouge en Chine[7].
- 208-211 : campagnes contre les Calédoniens et les Méates (en) en Bretagne[8].

- Le patriarche Rabbi Juda le Prince (135-220) , fils de Rabban Siméon, codifie la loi juive dans la Mishna[9].
- Premières catacombes des communautés chrétiennes à Rome[10]. Les chrétiens sont environ 10 000 à Rome et leur nombre triplera en un siècle.

## Personnages significatifs
- Ardachîr Ier
- Clément d'Alexandrie
- Papinien
- Septime Sévère